# Hatvani Imre
Hatvani Imre (Monostorpályi, 1818. július 19. – Buda, 1856. március 15.) ügyvéd, gerilla őrnagy. Az 1848–49-es forradalom és szabadságharc végén Abrudbánya mellett a feltételes fegyverszünet dacára megtámadta Avram Iancu román felkelő csapatát, de vereséget szenvedett.

## Élete
Az 1849-ben a szabadságharc őrnagya, illetve egyik erdélyi csapatvezére. Bár végzettségét tekintve ügyvéd volt, váltóhamisítás miatt eredeti hivatását nem gyakorolhatta.
1849 májusában, a Bem és Avram Iancu között folyó békealkudozások idején, éppen már a megegyezés küszöbén, minden előzetes egyeztetés nélkül, önhatalmúlag megtámadta Avram Iancu csapatait Abrudbánya mellett, akciójával kirobbantva a hírhedt abrudbányai mészárlást. Hatvani fölösleges öldöklésbe kezdett, és felakasztatta Ion Buteanu román ügyvédet, valamint lerészegedett emberei az utcán koncolták fel Petru Dobra román prefektust. A támadás hatalmas indulatokat váltott ki a román felkelők körében, akik természetesen a fegyverszünet megszegésének tekintettek ezt. Ellentámadásba lendültek, és miután Avram Iancu serege gyakorlatilag egy nap alatt legyőzte Hatvani szabadcsapatát, másnap bosszút álltak Abrudbánya és Verespatak magyar lakosságán, lemészárolva körülbelül kétezer embert, nagyrészt egyszerű magyar bányászokat. Kossuth követét, Ioan Dragoș román nemzetiségű országgyűlési képviselőt, aki végig a béketárgyalások közvetítője volt a magyar és a román fél között, a feldühödött románok árulónak vélték, és szintén megölték, illetve a leírások szerint valósággal darabokra szaggatták.
Hatvani a szabadságharc után Észak-Amerikába emigrált. 1850-ben megbízással visszatért Erdélybe, hogy elégedetlenséget szítva felkelést készítsen elő, ám Nógrádban az osztrákok kezébe került. Budán börtönben halt meg anélkül, hogy társai közül valakit is elárult volna vallomásaival.